# Mel B
Melanie Janine Brown (* 29. května 1975, Harehills, Yorkshire, Spojené království) více známá jako Mel B nebo Melanie B je britská zpěvačka, textařka, tanečnice, herečka, autorka, moderátorka, modelka, televizní osobnost a porotkyně talentových soutěží. Nejvíce se proslavila jako členka dívčí skupiny Spice Girls, ve které byla známá jako Scary Spice.

## Životopis

### 1975-94: Začátky kariéry
Melanie Janine Brown se narodila v Harehills a vyrostla v Burley, Yorkshire ve Spojeném království. Studovala umění na Intake High School. Poprvé pracovala jako tanečnice v hotelovém resortu v Blackpoolu v Lancashire. Svojí hudební kariéru zahájila ve skupině zvané Touch. Skupinu opustila a spojila se s hudebním manažerem Simonem Fullerem, ten dal dohromady ji a několik dalších holek a vznikla skupina Spice Girls.

### 1994–2000: Spice Girls
Melanie Brown, Melanie Chisholm, Geri Halliwell, Emma Bunton a Victoria Adams se staly členkami skupiny Spice Girls. Musely absolvovat konkurz, kterého se zúčastnilo přes 400 žen. Melanie zpívala na konkurzu "Greatest Love of All". V roce 1995 skupina začala spolupracovat se Simonem Fullerem z 19 Entertainment a podepsaly s ním smlouvu. 7. července 1996 vydaly svůj debutový singl "Wannabe" a následující týden videoklip. Písnička se stala globálním hitem a stala se nejvíce prodávaným singlem od pouze ženské skupiny. Jejich alba Spice, Spiceworld a Forever se staly číslem jedna v hitparádách. Každá členka obdržela od médií přezdívku. Mel získala přezdívku "Scary Spice". Skupina patří k nejlépe prodávaným dívčím skupinám. Prodaly přes 75 milionů nahrávek. Jejich další album Forever slavilo menší úspěch než předchozí desky a tak se členky rozhodly začít sólo kariéru.

### 2000-05 Album Hot, L.A, herectví
Své debutové album Hot vydala v listopadu roku 2000, měsíc před vydáním posledního alba Spice Girls Forever. Její singl "Word Up" se neumístil v hitparádách zrovna nejlépe. Začala se věnovat televizní kariéře, kdy hostovala show zaměřenou na černou hudbu Pure Naughty na BBC2. Také moderovala MOBO Awards. V roce 1998 s Billym Bellamy a v roce 1999 s Wyclefem Jeanem. V roce 2000 moderovala televizní show This is My Moment (talentový soutěž) a natočila dokument nazvaný Voodoo Princess. Její třetí singl "Tell Me" se stal číslem 4 v VB hitparádě a první týden se prodalo přes 40 tisíc kopií. Čtvrtý singl "Feels so Good" se umístil na pátém místě. Její pátý singl "Lullaby" věnovala své dceři. Její dcera se také objevila ve videoklipu k písničce, za což byla zpěvačka kritizována. Singl se umístil na 13. místě. Album nezískalo úspěch a tak Brown byla nucena odejít z nahrávací společnosti Virgin. V roce 2002 vydala autobiografii Catch a Fire.
V dubnu 2004 si zahrála roli Mimi Marquez v muzikálu Rent. Její druhé studiové album LA State of Mind bylo vydáno 27. června 2005. Allmusic označilo album jako nejhorší pop album desetiletí.
První filmová role přišla s britským dramatem Burn It. Objevila se v hororovém filmu Smrtící dávka, který byl zveřejněn rovnou na DVD v roce 2005. Po boku Kelly Rowland si zahrála ve filmu The Seat Filler. V roce 2005 získala hlavní roli v thrilleru Telling Lies. Film byl zveřejněn rovnou na DVD následující rok.

### 2007-12 Návrat Spice Girls, televize
V září roku 2007 se připojila k páté série americké televizní taneční soutěže Dancing with the stars, kde se jejím partnerem stal Maksim Chmerkovski. 27. listopadu 2007 získala druhé místo. Ve stejném roce se Spice Girls rozhodly vrátit k sobě a naplánovaly tour, ze které každá měla získat 20 milionů dolarů. Skupina se rozhodla vydat jejich Greatest Hits, které obsahovalo jejich největší hity, na začátku listopadu 2007. Jejich tour začala 2. prosince 2007. Filmař Bob Smeaton natočil oficiální film z tour nazvaný Spice Girls: Giving You Everything. Spice Girls získali smlouvu na reklamu pro Tesco, za kterou každá získala jeden milion liber.
V lednu 2010 nahradila Marissu Jaret Winokur a stala se tak moderátorkou show Dance Your Ass Off. V září 2010 moderovala svojí vlastní show Mel B: It's a Scary World. Během 8. týdne australské verze X Factoru sloužila jako hvězdný mentor.

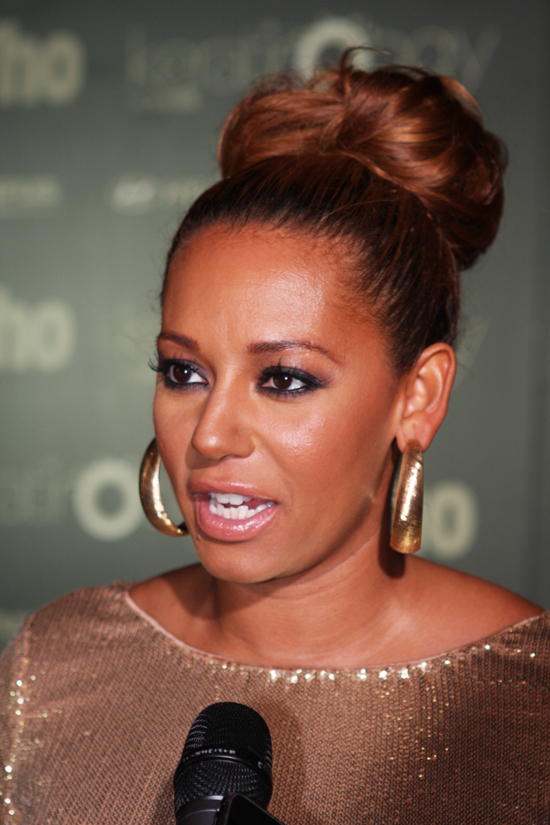
Mel v roce 2011

V dubnu 2011 bylo oznámeno, že nahradí Kyle Sandilands jako porotkyni ve třetí sérii australské verze The X Factor, po boku Ronana Keatinga, Guye Sebastiana a Natalie Bassingthwaighte. Ve své první sérii dostala na starost kategorii Dívky pod 25. V únoru 2012 bylo oznámeno, že nahradí Soniu Kruger jako moderátoru australské verze Dancing with the stars. Na konci března podepsala smlouvu s EMI Music Australian na vydání třetího alba. Vrátila se do čtvrté série X Factoru a získala na starost kategorii Chlapci pod 25. Její svěřenec Jason Owen skončil na druhém místě, kdy ho porazila Samantha Jade a její mentor Guy Sebastian. V červnu 2012 bylo potvrzeno, že Mel se stane hostujícím porotcem na konkurzu v Manchesteru pro britskou verzi The X Factor, po boku Louise Walshe, Garyho Barlowa a Tulisa Contostavlos.

### 2013–současnost: Talentové soutěže a třetí album
20. února 2013 bylo oznámeno, že nahradí Sharon Osbourne v panelu porotců americké televizní soutěže Amerika hledá talent. Současně občasně moderovala Today Show na stanici NBC. V nu 2013 bylo potvrzeno, že bude sedět v porotě australské verze talentové soutěže Austrálie hledá talent. Ten samý měsíc bylo potvrzeno, že se nevrátí jako porotce do páté série australského X Factoru a byla nahrazena Dannii Minogue.
Po osmi letech vydala singl "For Once in My Life" z jejího plánovaného třetího alba. V únoru 2014 bylo oznámeno, že se stane koučem australské verze soutěže Hlas: děti, po boku Joela Maddena a Delty Goodrem. V červnu byla potvrzena jako čtvrtý porotce britské verze X Factoru. Také bylo oznámeno, že se stane koučem v páté sérii australského Hlasu, po boku will.i.am, Joela Maddena a Rickyho Martina.